# Нордербраруп
Нордербраруп (нім. Norderbrarup) — громада в Німеччині, розташована в землі Шлезвіг-Гольштейн. Входить до складу району Шлезвіг-Фленсбург. Складова частина об'єднання громад Зюдербраруп.
Площа — 3,98 км2. Населення становить 655 ос. (станом на 31 грудня 2020).

## Галерея

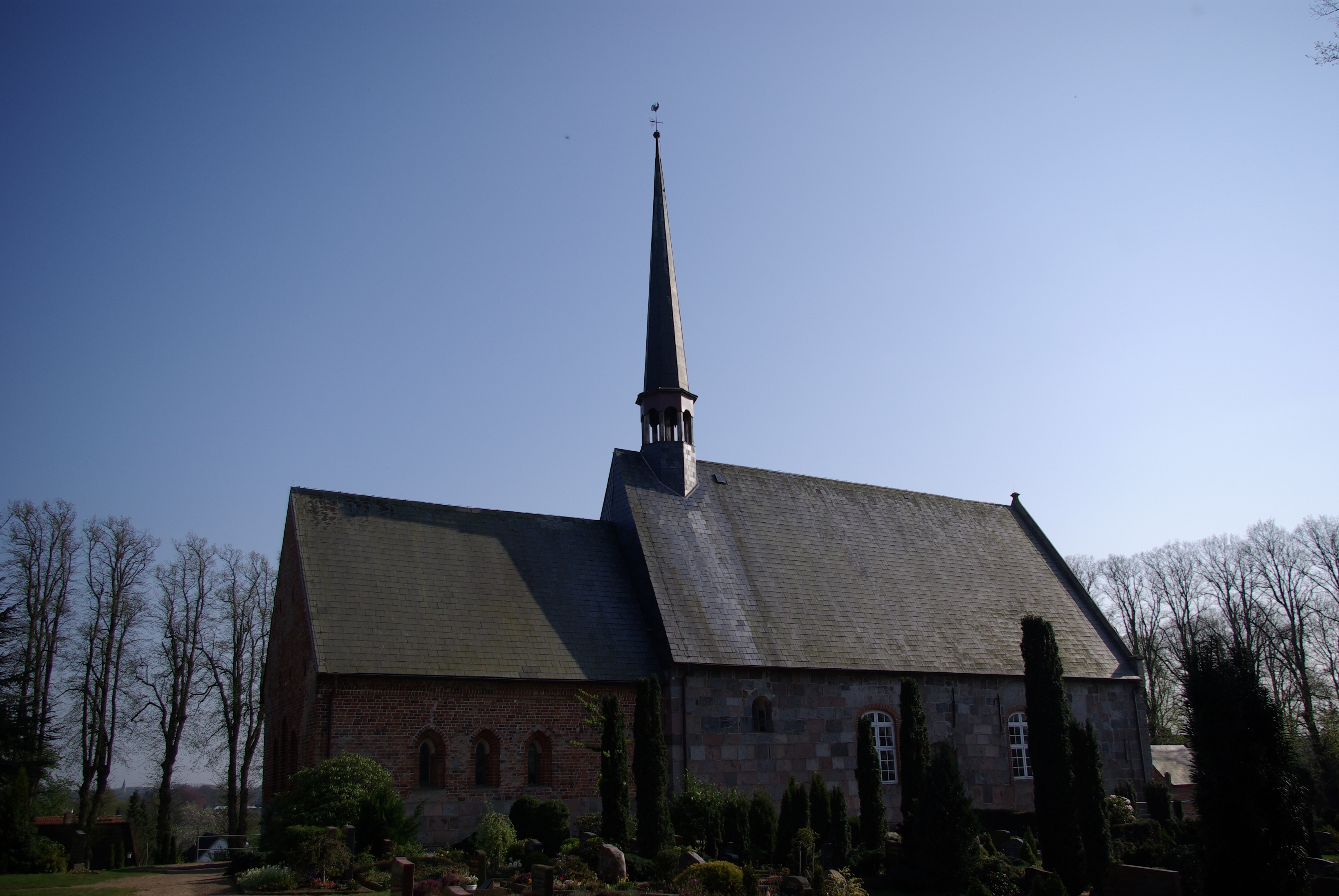
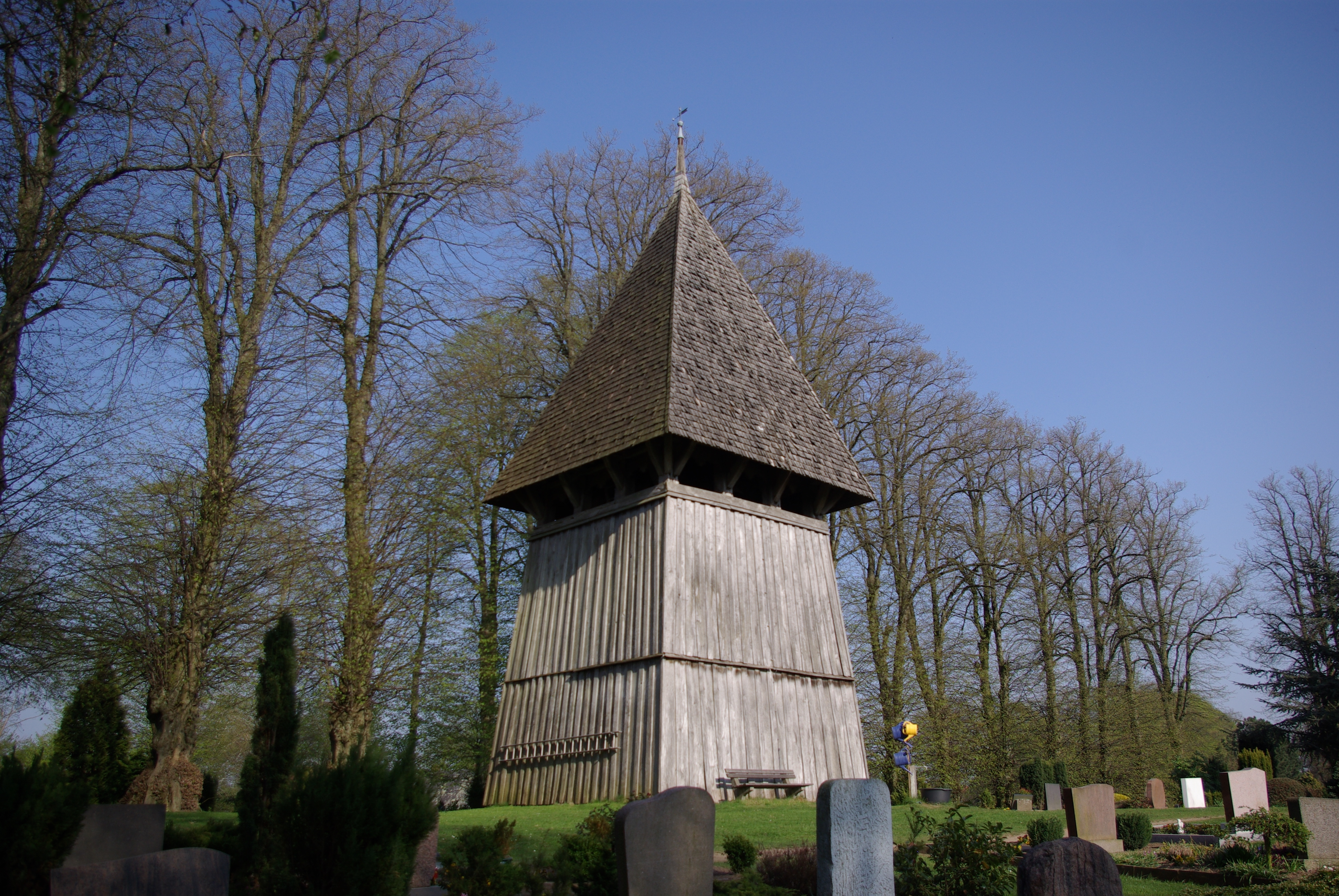
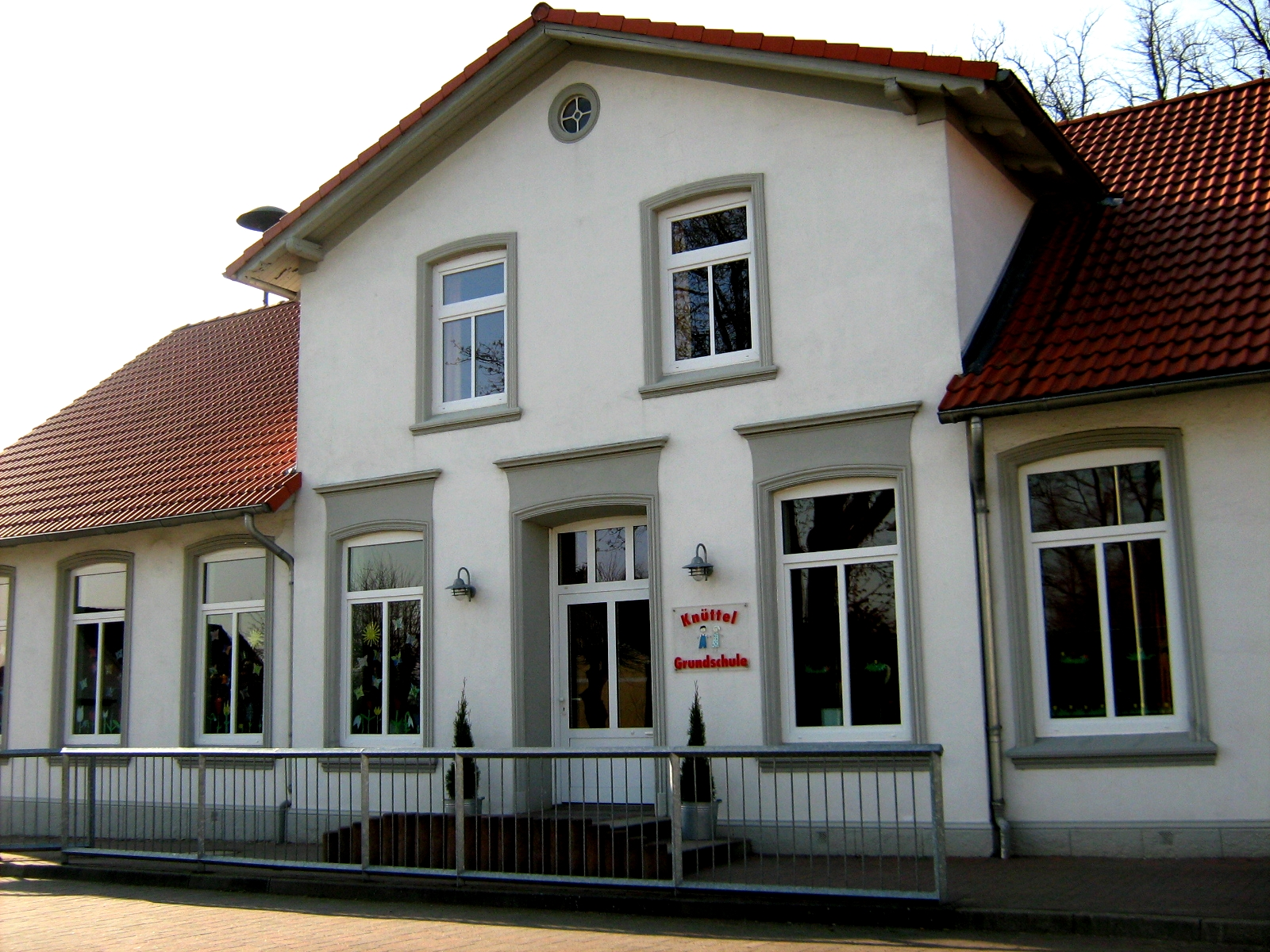